# لوکاس لوپز (بازیکن فوتبال، زاده ۱۹۹۴)
لوکاس لوپز (انگلیسی: Lucas López؛ زادهٔ ۳ ژانویهٔ ۱۹۹۴) بازیکن فوتبال اهل آرژانتین است.